# 駆逐艦
駆逐艦（くちくかん、英語: destroyer）は、多様な作戦任務につく重装備・高速の水上戦闘艦。当初は主力艦を護衛して敵の水雷艇を駆逐するための大型水雷艇として登場したが、まもなく水雷艇の代わりにそれ自体が敵艦隊への水雷襲撃を行うようになり、また潜水艦に対する攻撃や偵察・哨戒、船団護衛など、多岐にわたる任務に酷使される便利な艦種に成長していった。

## 概要
駆逐艦は、艦隊、護送船団、戦闘群の中で大型艦船を護衛し、近距離からの強力な攻撃からの防御を提供することを目的とした、高速、機動性、耐久性に優れた軍艦である。もともとは、敵の水雷艇から味方の艦船を護衛するための「超水雷艇」たる水雷艇駆逐艦（TBD）として登場したもので、イギリス海軍が1892年度計画で建造した「ハヴォック」と「デアリング」が端緒となった。まもなく、敵の水雷艇と交戦するだけでなく自らも水雷襲撃を担うようになっていき、1904年の日露戦争の頃には、このTBDは「他の水雷艇を破壊するために設計された、大きくて、速くて、強力な武装を持った水雷艇」となっていた。1892年以降、海軍では「駆逐艦」という言葉が「TBD」や「水雷艇駆逐艦」と互換的に使用されていたが、第一次世界大戦までにほぼ全ての海軍で「水雷艇駆逐艦」という言葉が一般的に単に「駆逐艦」と短縮されていた。
第二次世界大戦以前の駆逐艦は、単独で海洋活動を遂行するには耐久性に乏しい小型艦艇で、戦艦を頂点とする軍艦のピラミッド型秩序においては露払い程度の役回りでしかなかった。しかし戦艦にかわって航空母艦が主力艦として台頭すると、高速の空母に随伴できるような巡洋艦・駆逐艦のみで機動部隊が編成されるようになり、駆逐艦の地位も向上した。また戦後になって本格的にミサイルが登場すると、軍艦の戦闘能力は大きさに比例するという大艦巨砲主義の前提は崩れた。潜水艦の脅威が深刻化して巡洋艦も対潜戦に従事するようになったこともあって、巡洋艦やフリゲートと駆逐艦との境界の不明瞭化が進み、単に、搭載する戦闘システムの性能や兵装の多寡による区別としての性格が強くなっていった。
この結果、運用当事者と外部観測筋で種別が一致しない場合も生じており、例えば中国人民解放軍海軍の055型駆逐艦は、その大きさと武装のために、アメリカ海軍の一部のレポートでは巡洋艦と表現されている。一方、カナダ、フランス、スペイン、オランダ、ドイツなどのNATO海軍の中には、共同開発された艦が国ごとに「フリゲート」や「駆逐艦」と異なる艦種呼称を付される場合や、呼称では「フリゲート」としつつ記号は「駆逐艦」として扱う場合もあり、これも混乱の原因となっている。

## 歴史

### 揺籃期 (19世紀末)
19世紀後半の水雷兵器の発達とともに、これを主兵装とする戦闘艇として水雷艇が登場した。最初期の水雷艇は外装水雷や曳航水雷などを用いていたが、攻撃用水雷の決定版として自走水雷（後の魚雷）が開発されるとともに、こちらが用いられるようになっていった。露土戦争中の1878年には、ロシア帝国海軍のマカロフ大尉が指揮する艦載水雷艇がオスマン帝国海軍の砲艦を襲撃し、イギリスから輸入したホワイトヘッド魚雷によってこれを撃沈したことで、史上初の魚雷による戦果が記録された。当時、重砲でも大型の装甲艦を撃破することは難しかったのに対し、このように魚雷を用いれば安価な小型艇でもこれを撃破しうることが着目されて、1880年代には各国海軍は競って水雷艇を建造した。1890年末の時点で、7つの大海軍国の合計800隻以上の水雷艇があったが、1896年末の時点では、同じ7ヶ国だけでも1,200隻以上に増加していた。1895年の威海衛の戦いでは、大日本帝国海軍により、世界初の大規模な魚雷攻撃が実施され、多大な戦果を挙げた。
このように水雷艇が台頭・普及するのに伴って、それらの襲撃から主力艦を防護する必要が生じた。その任に充てるため、まず1880年代後半より、水雷巡洋艦を元に小型・高速化を図った水雷砲艦が登場した。しかしこれは外洋での航洋性が十分でなく、また小型の艦に大出力の機関を搭載するため、振動などのトラブルが耐えなかった。これに対し、敵の水雷艇の攻撃を防ぐには、より大型で高速・強力な水雷艇をもってするのが効果的であるという考え方のもとで登場したのが、水雷艇駆逐艦（Torpedo Boat Destroyer, TBD）であった。イギリス海軍の1892年度計画で建造された「ハヴォック」と「デアリング」がその端緒となったが、水雷艇より細長く軽量な船体、コンパクトで大出力の機関、そして発射速度と追随性に優れた速射砲の開発成功に支えられてこの新艦種は成功を収め、後には単に駆逐艦と呼ばれるようになり、たちまち世界各国に普及していった。
このような経緯から、駆逐艦の第一の武器は敵の水雷艇を撃破するための砲であったが、構造的には水雷艇を大型化したものであり、水雷艇の固有任務であった水雷襲撃を、水雷艇では行動困難な悪天候下でも果たしうることから、魚雷も併せ持つようになった。1905年の日本海海戦では、白昼決戦後にウラジオストックに向けて避退するロシア主力部隊に対して日本の水雷戦隊が夜襲を実施したが、駆逐艦は水雷艇よりもはるかに高い確率で敵艦隊を発見して襲撃を実施しており、海戦の勝利を決定づけた。

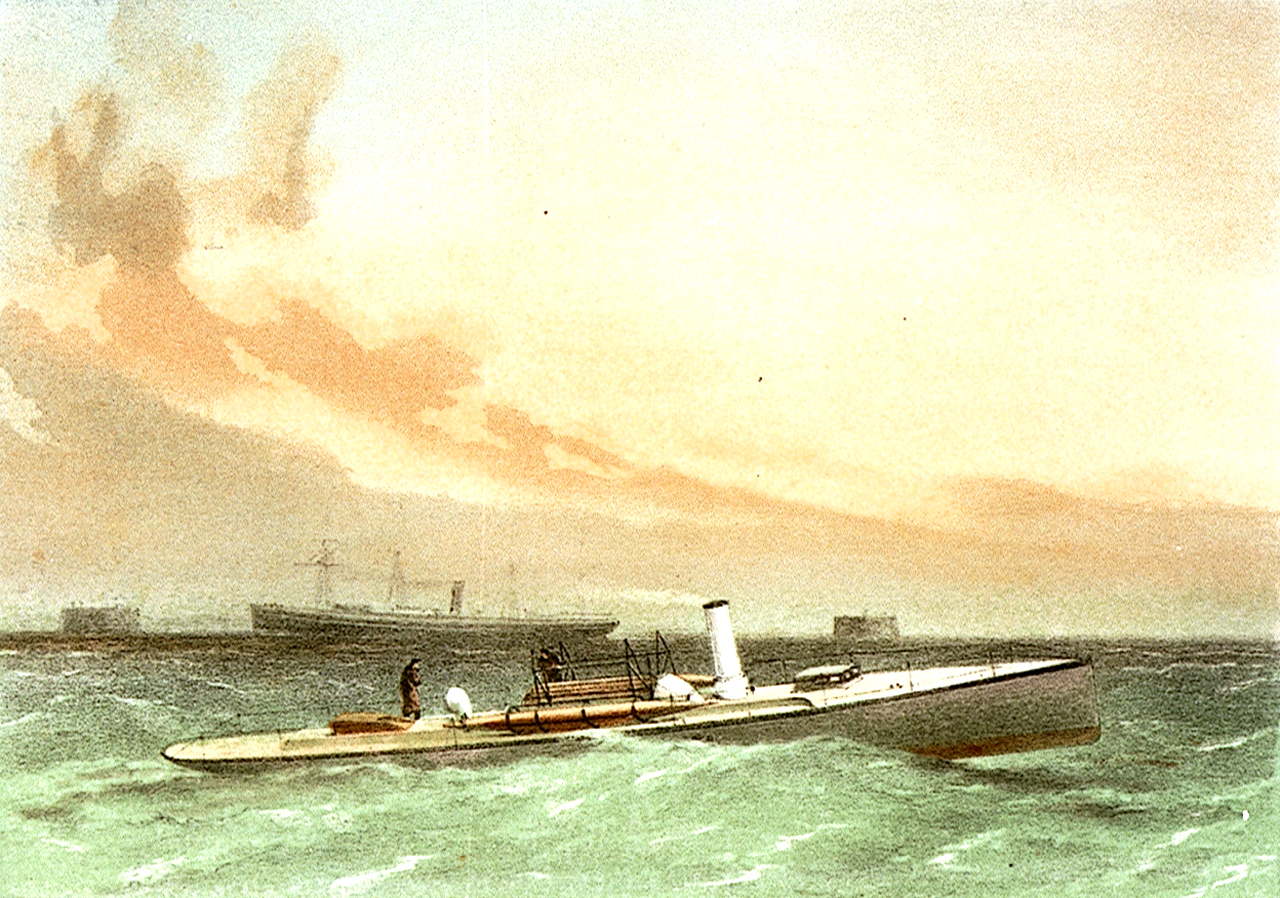
1880年の英海軍水雷艇
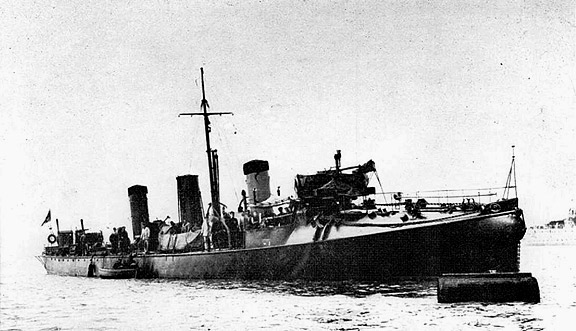
初の水雷艇駆逐艦「ハヴォック」

### 大型化と汎用性の要求 (1890年代－1910年代)
水雷艇を大型化・高速化して登場したのが駆逐艦であったが、その駆逐艦もまた、兵装の強化と航洋性の向上を目指して順次に大型化され、上記の「ハヴォック」が240トンであったのに対して、1900年前後には400～600トン級の艦が多く現れていた。そして駆逐艦の航洋性の向上に新たな局面を拓いたのが船首楼の増設であり、1901年にドイツ帝国海軍が竣工させた新型駆逐艦（大型水雷艇）であるS90が船首楼を備えて良好な航洋性を得たと報じられ、この情報を得たイギリス海軍も、1904年竣工のE級で船首楼を付した。
またこの頃には、従来の駆逐艦で用いられていたレシプロ蒸気機関が性能的な限界に近づいていたことから、蒸気タービンの導入が進められ、イギリス海軍は1899年進水「ヴァイパー」および「コブラ」にパーソンズ直結タービンを搭載して、「ヴァイパー」は公試で36.869ノットを記録した。イギリス海軍では、ドレッドノート級戦艦と高速駆逐艦による艦隊編成を構想して、1905年度計画では、戦艦に随伴しうる航洋性を備えた駆逐艦として蒸気タービンを備えたトライバル級（F級）（最大1,090トン）の建造に着手するとともに、飛躍的に大型化した「スウィフト」（常備2,170トン）を建造した。ただし「スウィフト」では、原型になったE級の約3倍まで建造費が高騰したことから、同型艦の建造は行われなかった。
イギリス駆逐艦はあくまで来襲水雷艦艇の撃破を第一としていたことから、兵装の面では艦砲を重視しており、魚雷はその次とされていた。これに対し、ドイツ駆逐艦は逆に艦砲よりも魚雷装備を重視しており、水雷襲撃の際の被発見性を低減するために艦影も低く抑えられていた。しかしその後、魚雷の性能向上に伴って、主力艦自身の速射砲で敵駆逐艦を撃退することは困難になり、駆逐艦の護衛がつけられるようになったことから、雷撃のまえにこの護衛艦を排除する必要が生じた。このこともあり、第一次世界大戦の戦訓では、イギリス駆逐艦の強力な砲力は敵護衛艦艇の排除に役立ち、水雷襲撃の成功にも寄与するとされた。戦中には、ドイツも15センチ砲を搭載した2,000トン級の大型駆逐艦の建造に着手したものの、終戦までに2隻（S-113・V-116）が竣工したのみであった。
第一次世界大戦は艦隊型駆逐艦の完成度を更に高めたが、同時に駆逐艦の用途を著しく拡張した。ドイツ帝国海軍の無制限潜水艦作戦に対抗するために水中聴音機や爆雷を備えて対潜戦に対応し、また機雷敷設・掃海機能を備えて機雷戦にも対応した。このように、小型のうえに高速で適当な兵装を持つ駆逐艦は、近代的な海上戦に付随して生起する様々な局面にも柔軟に対応できたことから、主力艦の護衛と水雷襲撃という固有の任務に加えて、高度の汎用性が要求されるようになった。

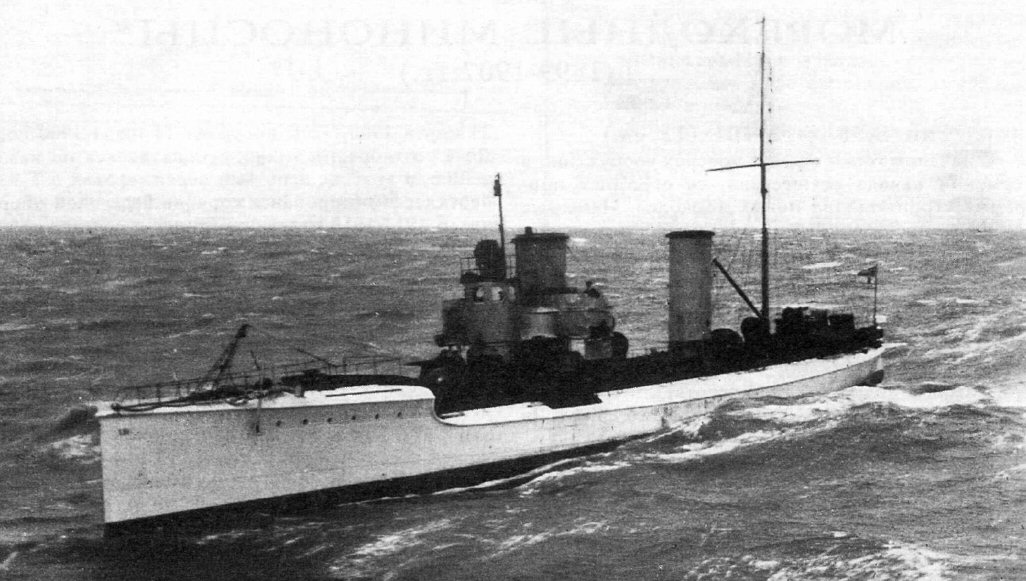
独海軍のS90。船首楼を備えて航洋性を向上させた。
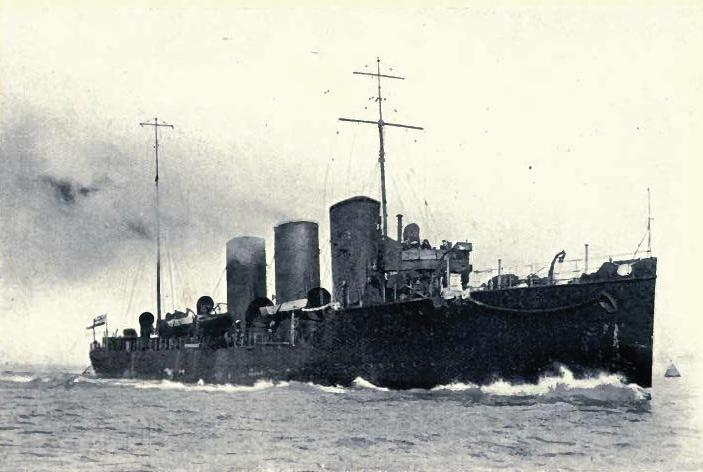
英海軍の「スウィフト」。飛躍的に大型化した。
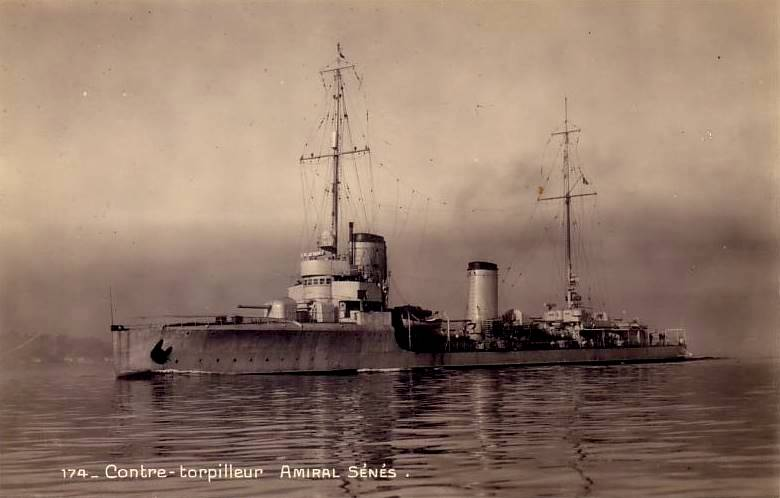
旧独海軍のS-113。大口径砲を備えた。

### ヴェルサイユ体制下 (1920－30年代)
1919年のヴェルサイユ条約締結ののち、ドイツが第1次大戦中に建造した大型駆逐艦であるS-113・V-116は、賠償艦として、それぞれフランスとイタリアに引き渡された。また特にイタリア海軍は、地中海という限られた海域を主たる作戦海面とすることから、駆逐艦よりも大きいが高速軽快な偵察艦を建造してきていた。これらを踏まえて、1920年代より、フランスはシャカル級、イタリアはナヴィガトーリ級として、従来よりも大きく大型・高性能化した駆逐艦の配備を開始した。
1922年に締結されたワシントン海軍軍縮条約による主力艦の保有制限に伴って、日本海軍は、その制限外である駆逐艦の強化を図ることでそれを補うことを構想し、画期的な重兵装と航洋性を両立させた特型駆逐艦を開発した。その後、1930年のロンドン海軍軍縮会議によって巡洋艦にも保有制限が課されると、イギリス海軍は、シャカル級や特型を参考に、軽巡洋艦の任務の一部を肩代わりできるように砲熕火力を強化した駆逐艦として、1938年よりトライバル級の配備を開始した。またアメリカ海軍も、特型に対抗して、ロンドン条約の制限枠を最大限に活かしたポーター級を開発し、1936年より配備を開始した。
一方、1930年代後半のイギリス海軍は、これらの大型・高速で強力な駆逐艦とは逆に、船団護衛を想定した小型・低速の駆逐艦の検討も着手していた。これによって開発されたのがハント級駆逐艦で、ポーランド侵攻の3ヶ月前、1939年6月に9隻が起工されたのを皮切りに建造が始まった。

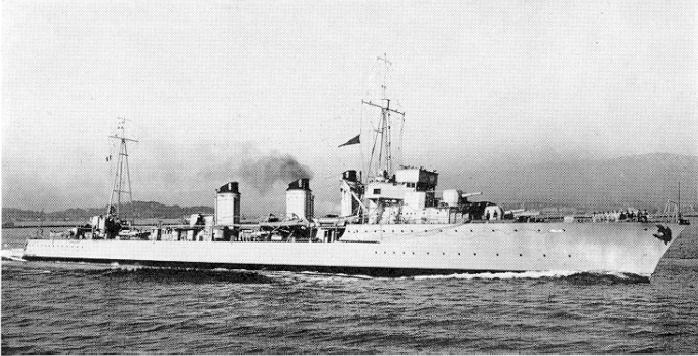
仏海軍のシャカル級。戦間期の大型駆逐艦の嚆矢となった。
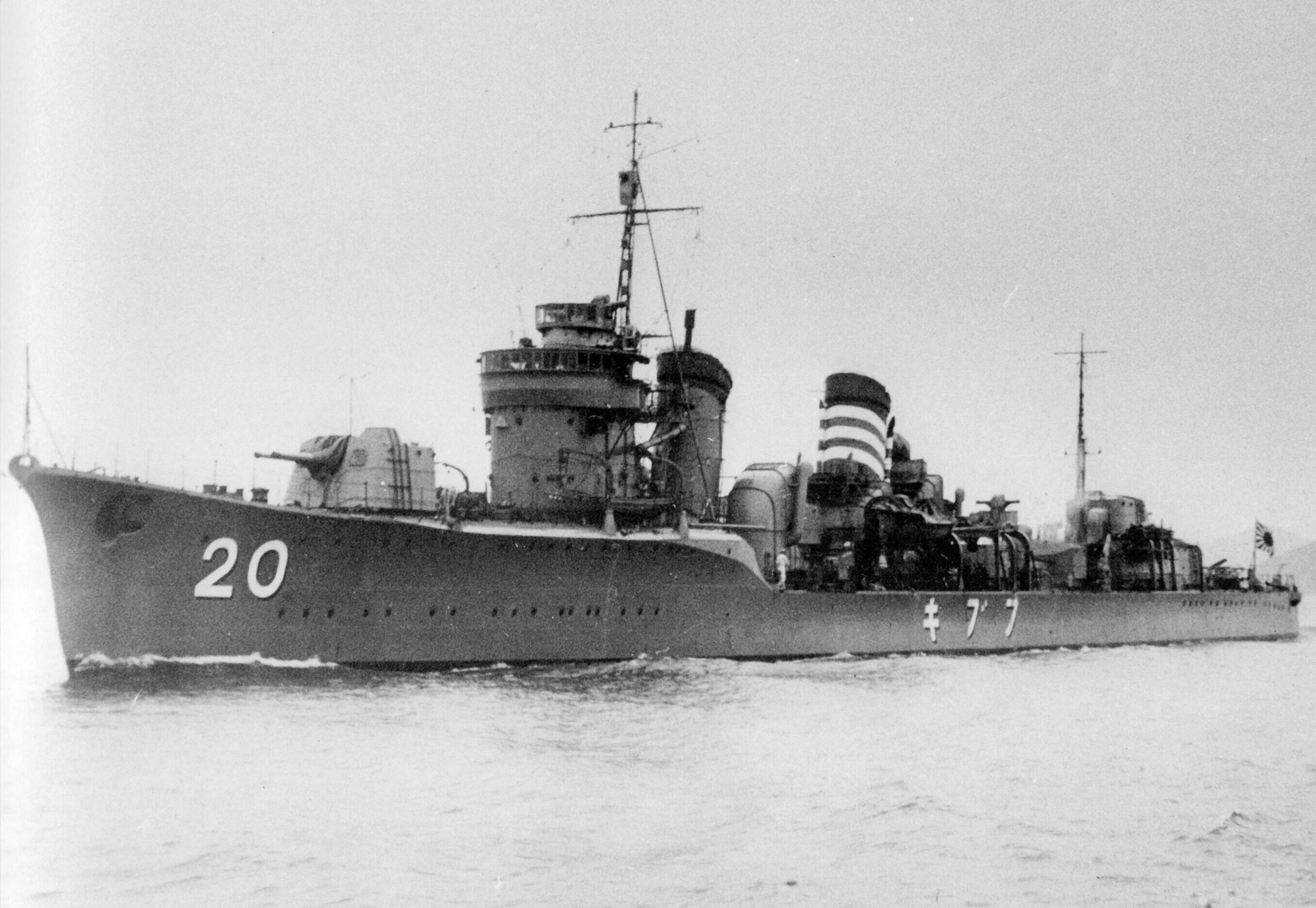
日本海軍の特型。画期的な重兵装と航洋性を両立させた。
英海軍のハント級。護衛駆逐艦の嚆矢となった。

### 防空・対潜戦能力の強化 (第二次世界大戦中)
第二次世界大戦において、ドイツ海軍のUボートや空軍の攻撃に直面して、イギリス海軍は開戦時の駆逐艦保有数の90パーセント以上にあたる159隻を喪失したが、そのうち3⁄4が大戦前半の1942年までに失われるという、壊滅的被害を受けた。この状況に対し、イギリス海軍は、アメリカから譲渡された旧式駆逐艦をタウン級駆逐艦として再就役させるとともに、あえて性能を一定程度妥協した戦時緊急計画型駆逐艦の量産を進めていった。また既成艦を含む戦時中のイギリス駆逐艦の多くは、雷装の一部を撤去して対空兵器を増備するとともに、対潜兵器や新型の探信儀および短波方向探知機の搭載、レーダーの更新・増備を進め、主力部隊の随伴用から対空・対潜重視の汎用艦へと変貌していった。
日本と違ってアメリカ駆逐艦は第二次ロンドン海軍軍縮会議の制約を受けていたが、そのような不利な条件にも関わらず、早期から両用砲の搭載を志向した。その後、1941年度からは、軍縮条約の制約から脱したフレッチャー級の大量建造に着手した。アメリカの優れた工業力を背景として、同級は兵装と航洋性をよくバランスした優秀な艦隊型駆逐艦となり、アレン・M・サムナー級、ギアリング級と順次に設計を改訂しつつ、3クラス合計341隻が建造された。またこれらの艦隊型駆逐艦と並行して、護衛駆逐艦の大量建造も開始された。これは大戦初期の対潜戦の実態やイギリスのハント級などを参考に、艦隊型駆逐艦を簡素化するかたちで開発されたもので、1943年3月末より就役を開始し、戦後の完成艦も含めて合計563隻が竣工した。なおイギリスでは、戦時急造に対応した船団護衛艦としてリバー級フリゲートを開発して近代フリゲートの嚆矢とし、アメリカもこれを原型としたタコマ級を建造したが、これらのフリゲートは、その当初から、駆逐艦との区別は曖昧なものであった。
一方、日本海軍では開戦後も駆逐艦の主任務を魚雷攻撃に置いており、また現に雷装に優れた日本駆逐艦は、搭載する酸素魚雷の特質を生かして、局地的夜戦ではその能力を遺憾なく発揮していた。しかし航空優勢が逐次に失われ、またアメリカ軍潜水艦の行動が活発になるとともに、対空・対潜能力の弱さを露呈しつつあった。1942年夏期以降、アメリカ軍の反攻が本格化すると駆逐艦の損耗が激増、また秋にアメリカ艦隊がレーダーの装備化を進めたことで、夜戦の優勢も覆り、雷装を主体とした既存の駆逐艦の存在意義は急速に薄れ始めた。これらの情勢を踏まえて、1943年以降は汎用性・量産性に優れた松型に移行したものの、量産の前提となる新型機関を欠いたために鴻型水雷艇の主機を採用せざるを得ず、速力と航続力が弱点となった。

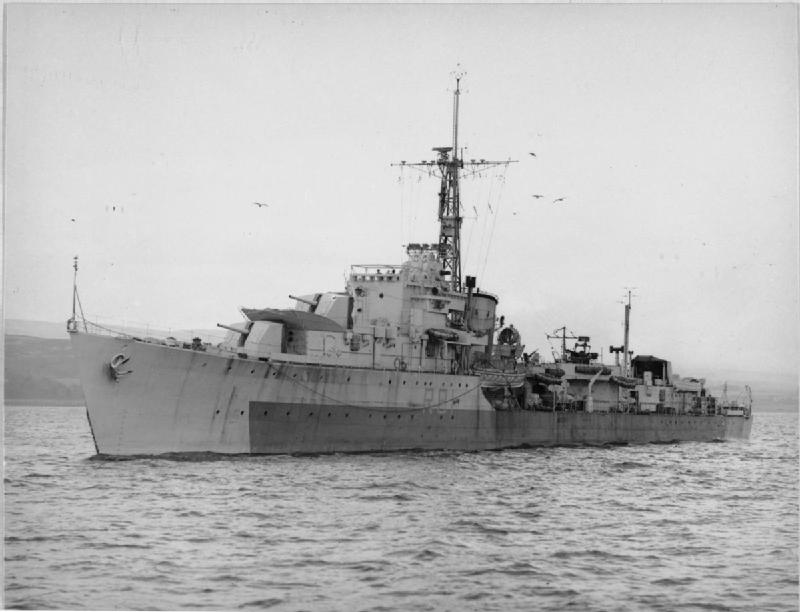
英海軍の戦時緊急計画型駆逐艦（Z級）
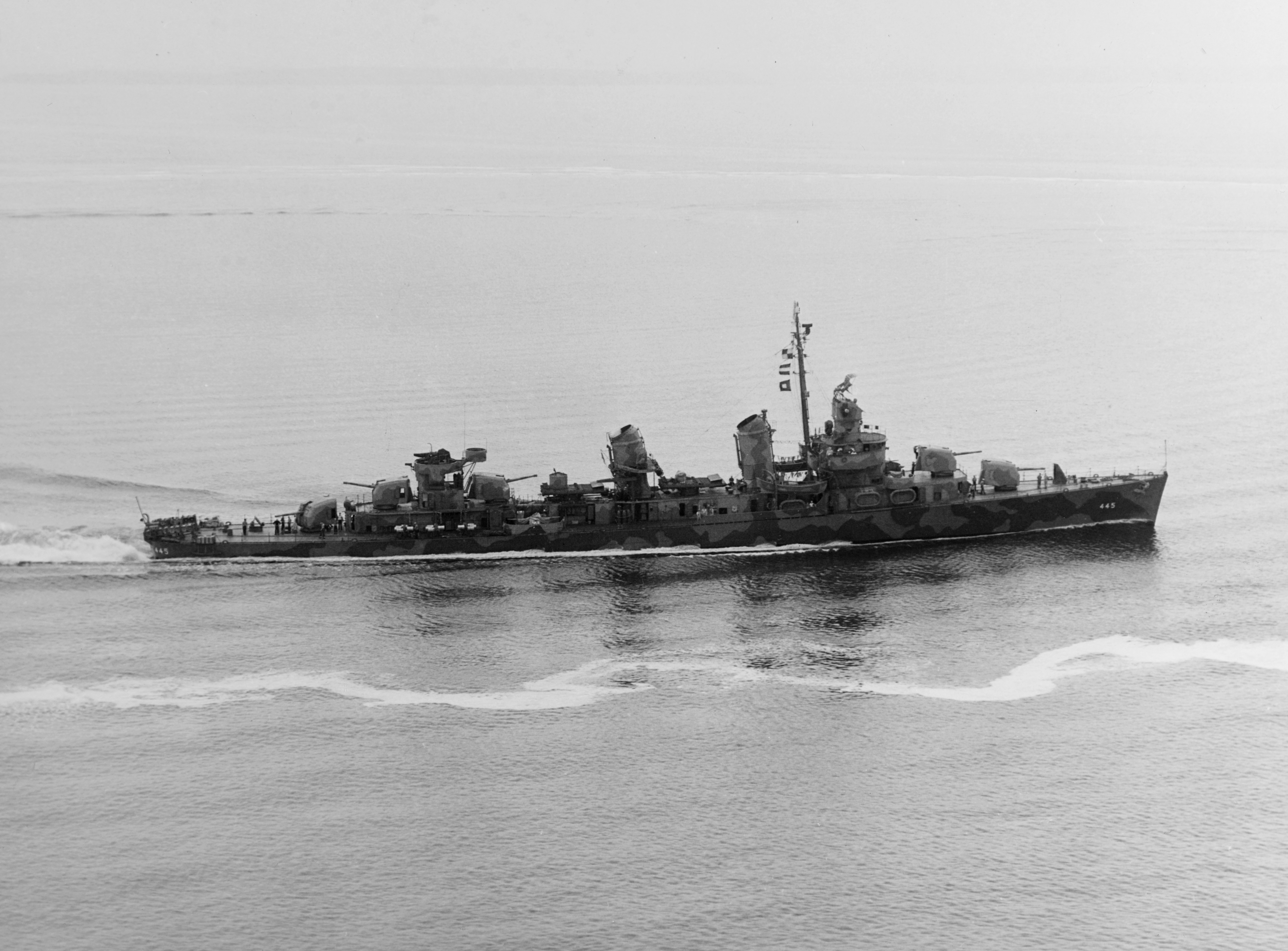
米海軍のフレッチャー級駆逐艦
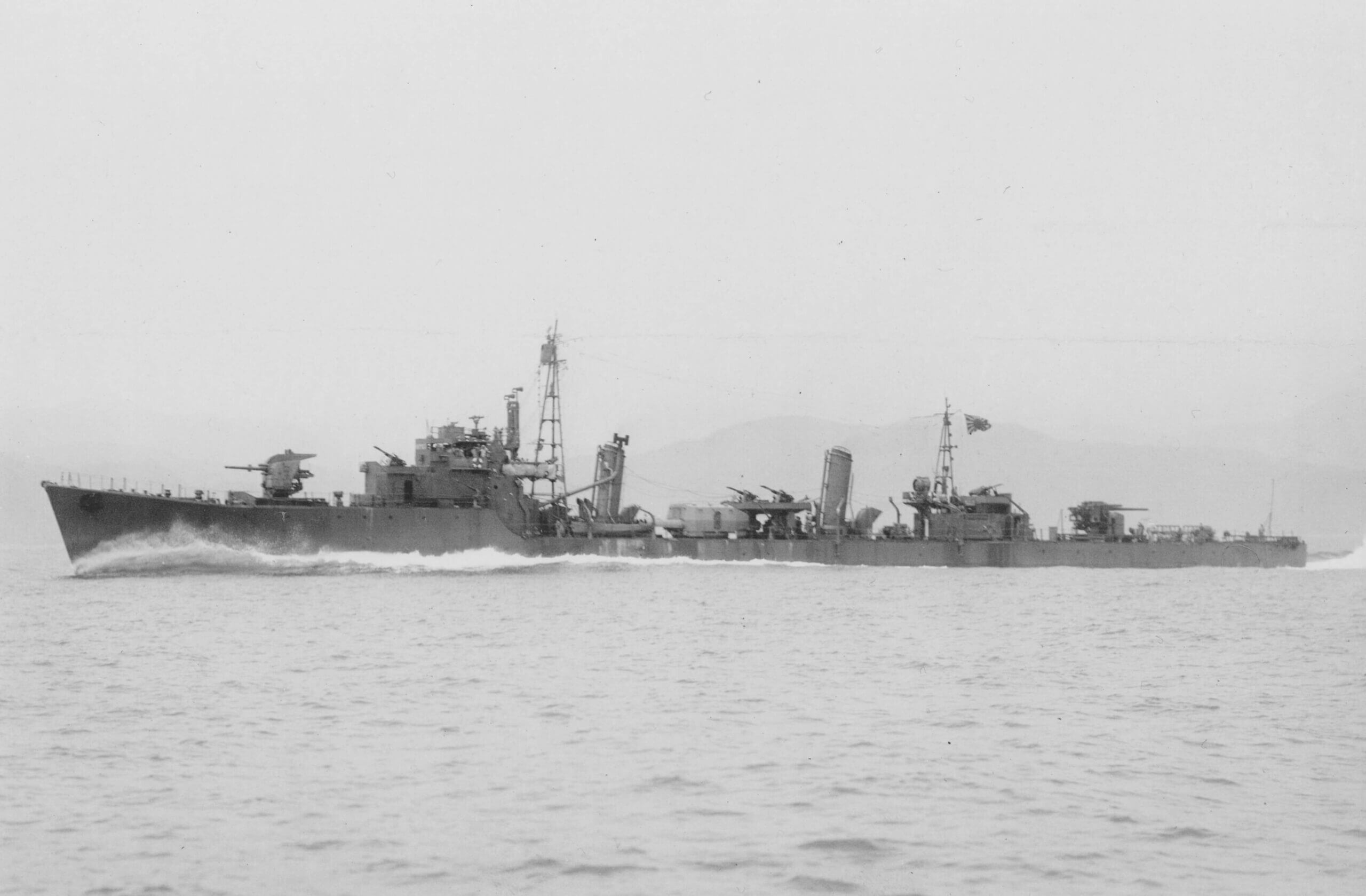
日本海軍の松型駆逐艦

### ミサイル化とガスタービン化 (1950－70年代)
大戦を通じて駆逐艦の防空・対潜戦能力の強化が図られていったが、この時期には、高速で機動する空母機動部隊はおおむね潜水艦の脅威を回避できていた。しかし大戦末期にUボートXXI型のような水中高速潜が登場したことで、戦後には、これらの艦隊護衛艦でも対潜戦能力が求められることになった。一方で経空脅威は引き続き増大していたが、戦後のアメリカ海軍の検討では、大戦型駆逐艦の船体規模では対空兵器を維持しつつ対潜戦能力の強化を図ることは困難であることが判明した。雷撃戦の重要度低下や対潜兵器の性能向上に伴って船体規模を抑制する必要性は乏しくなっており、新世代の高速艦隊護衛艦のプロトタイプとして1948年度計画で発注されたミッチャー級では、満載排水量4,800トン強まで大型化した。しかし流石に高価すぎて量産化は断念され、1953年度計画からは、フレッチャー級系列を元に発展させたフォレスト・シャーマン級の建造が開始された。また1959年からは、フレッチャー級以降の大戦型駆逐艦に対して、艦齢延長と対潜戦能力の向上を主眼とする近代化改修 (FRAM) を開始した。
この時期には新しい対空兵器として艦対空ミサイル（SAM）が登場し、当初は大戦型巡洋艦を改装して搭載されていたが、後には上記のミッチャー級を元に大型化した嚮導駆逐艦（Destroyer leader, DL; 後のフリゲート）に搭載されるようになった。更に1957年度計画からは、コンパクトなSAMシステムとして新開発されたターター・システム搭載のミサイル駆逐艦（DDG）として、チャールズ・F・アダムズ級の建造が開始された。また各国も競って同ミサイルの導入を図ったものの、高性能とはいえあまりに高価であり、導入は一部のミサイル駆逐艦に限られた。
イギリスでは大西洋の戦いの記憶が鮮烈であり、大戦直後の水上戦闘艦としては船団護衛のためのフリゲートの建造が優先されたため、艦隊駆逐艦の建造はしばらく途絶えていた。その後、1955年度計画では同海軍初のミサイル駆逐艦としてカウンティ級の建造が開始されたが、同級では機関の軽量化などのためにガスタービンエンジンが導入されたほか、艦載ヘリコプターの運用にも対応した。その後、第二世代のミサイル駆逐艦として建造された42型駆逐艦では、21型フリゲートに準じたCOGOG方式の機関が搭載されたが、搭載機は小型のリンクスとなった。駆逐艦へのヘリコプターの搭載という点ではカナダ海軍が熱心で、まずサン・ローラン級を端緒として、護衛駆逐艦にシーキングを1機ずつ搭載したのち、イロクォイ級では同型機2機の搭載に対応した。また同国製の着艦拘束装置を導入した海上自衛隊では、イロクォイ級とほぼ同時期に建造したはるな型で同型機3機の搭載に対応したが、駆逐艦でこれほど強力な航空運用能力を備えるのは、世界的にも他に例がないものであった。
冷戦構造のもとで西側諸国への対抗を図っていたソ連海軍も、初の新造ミサイル駆逐艦として61型（カシン型）を開発し、1962年より配備を開始した。また同型は、世界初のオール・ガスタービン推進大型艦でもあった。ただし同型を駆逐艦とするのは西側による分類であって、ソ連海軍自身は大型対潜艦（BPK）と類別していた。これと並行して、カシン型と同じSAMに加えて長射程の艦対艦ミサイル（SSM）も搭載した58型（キンダ型）の開発が進められており、こちらは駆逐艦とされていたが、後にミサイル巡洋艦（RKR）に類別変更された。

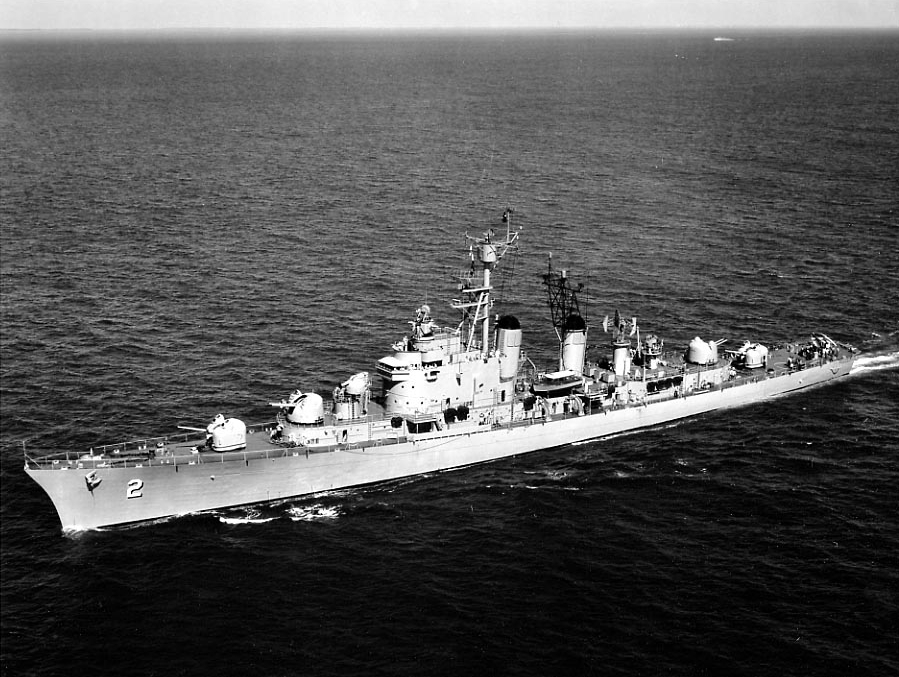
米海軍のミッチャー級。当時の駆逐艦としては異例に大型であった。
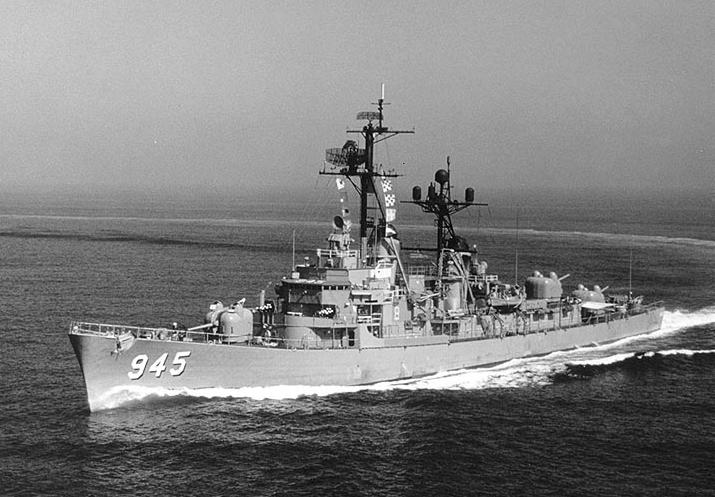
米海軍のフォレスト・シャーマン級
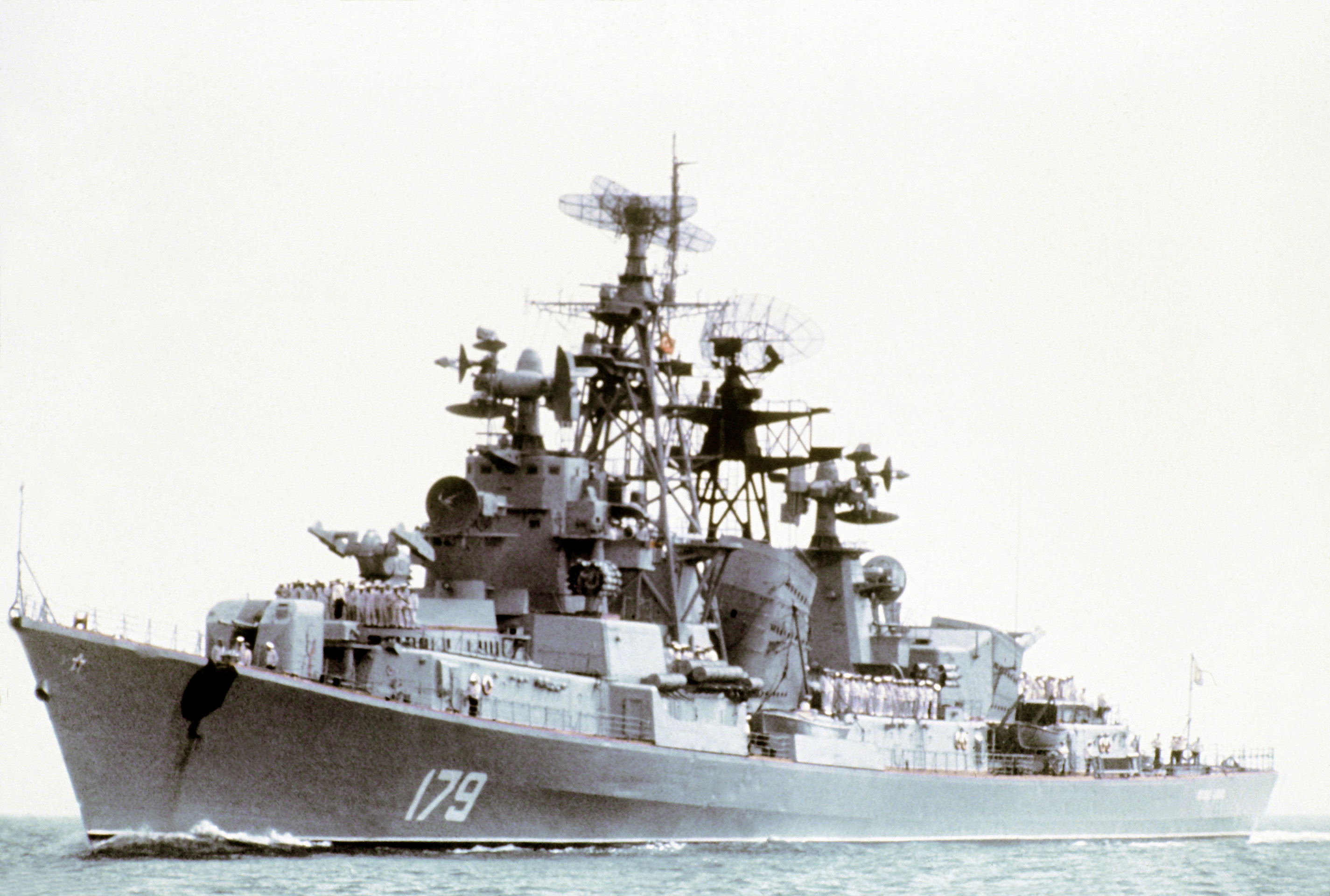
ソ連海軍の61型大型対潜艦（カシン型）

### システム化の進展 (1970－2000年代)
アメリカ海軍は、1970年度計画よりスプルーアンス級の建造を開始した。これはFRAM改装型駆逐艦の後継となる次期駆逐艦（DX）として開発されたものであったが、静粛化の徹底や航洋性の向上などの要求に応じて満載排水量7,800トンまで大型化したほか、主機としてガスタービンエンジンを導入、更に駆逐艦として初めて海軍戦術情報システム（NTDS）を導入してシステム艦になるなど、多くの新機軸が導入された。一方、これとファミリー化した防空艦としてDXGも計画されたが、結局は原子力ミサイル・フリゲート（DLGN）たるバージニア級となり、建造数も4隻どまりで、イージスシステム搭載の後期型の建造は実現しなかった。かわってスプルーアンス級から発展したタイコンデロガ級が初の実用イージス艦となったが、こちらも1番艦の建造途上でミサイル巡洋艦に類別変更された。
これと並行して、1970年代末からはアダムズ級などを更新するための次期ミサイル駆逐艦（DDGX）計画がスタートした。こちらはイージスシステム搭載のアーレイ・バーク級として結実し、1985年度より建造を開始した。また海上自衛隊のこんごう型護衛艦や大韓民国海軍の世宗大王級駆逐艦など、アメリカ国外のイージスDDGのベースにもなった。
また1980年代には、北大西洋条約機構（NATO）諸国によるフリゲートの共同開発計画としてNFR-90計画が進められていた。これ自体は空中分解したものの、イギリスの45型駆逐艦やフランスのフォルバン級駆逐艦、イタリアのアンドレア・ドーリア級駆逐艦やドイツのザクセン級フリゲート、オランダのデ・ゼーヴェン・プロヴィンシェン級フリゲートと、いずれも統合された戦闘システムを備えた戦闘艦へとつながっていった。なおこの時期には、巡洋艦やフリゲートと駆逐艦との境界の不明瞭化が進み、単に、搭載する戦闘システムの性能や兵装の多寡による区別としての性格が強くなっている。

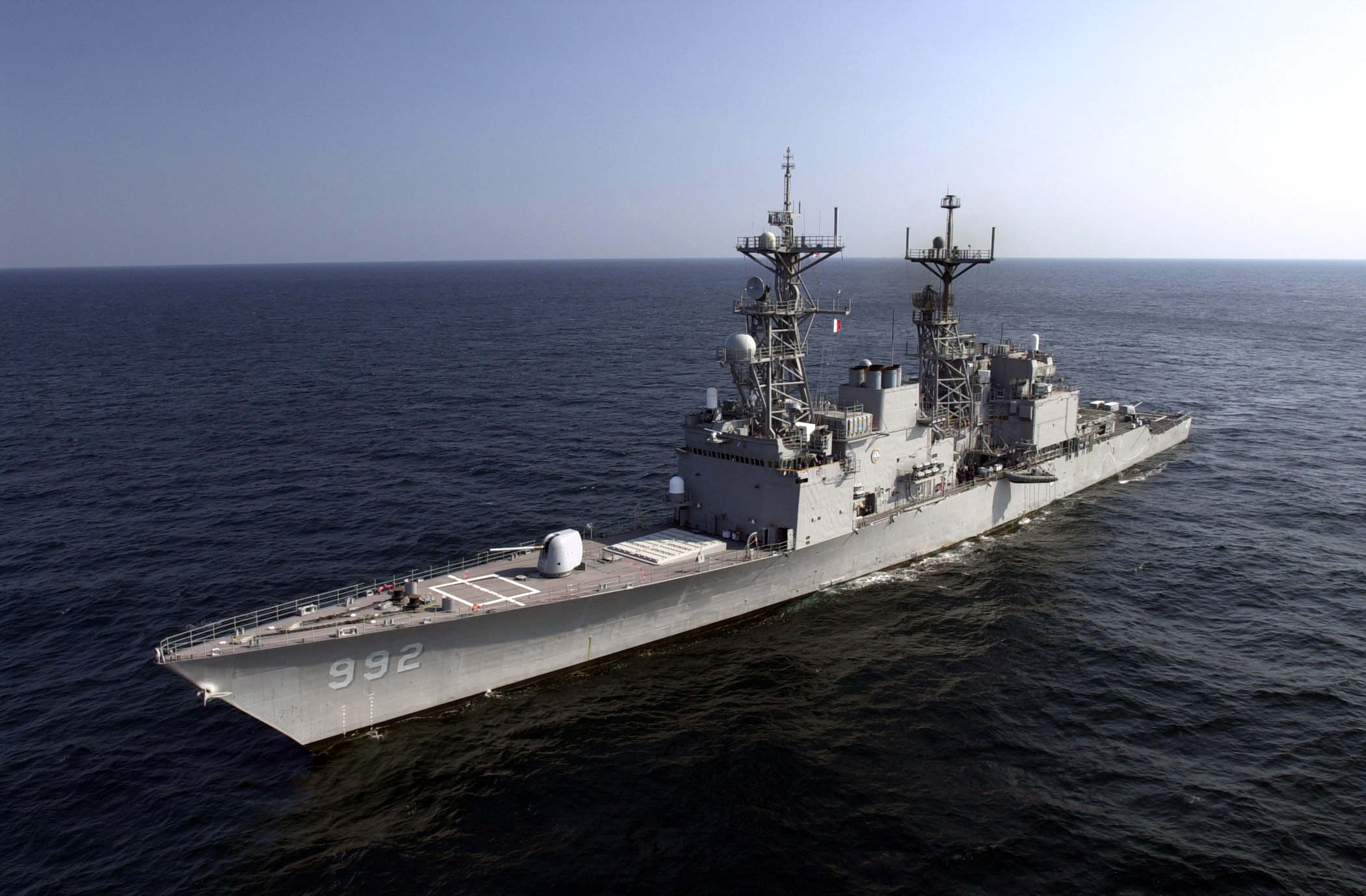
米海軍のスプルーアンス級
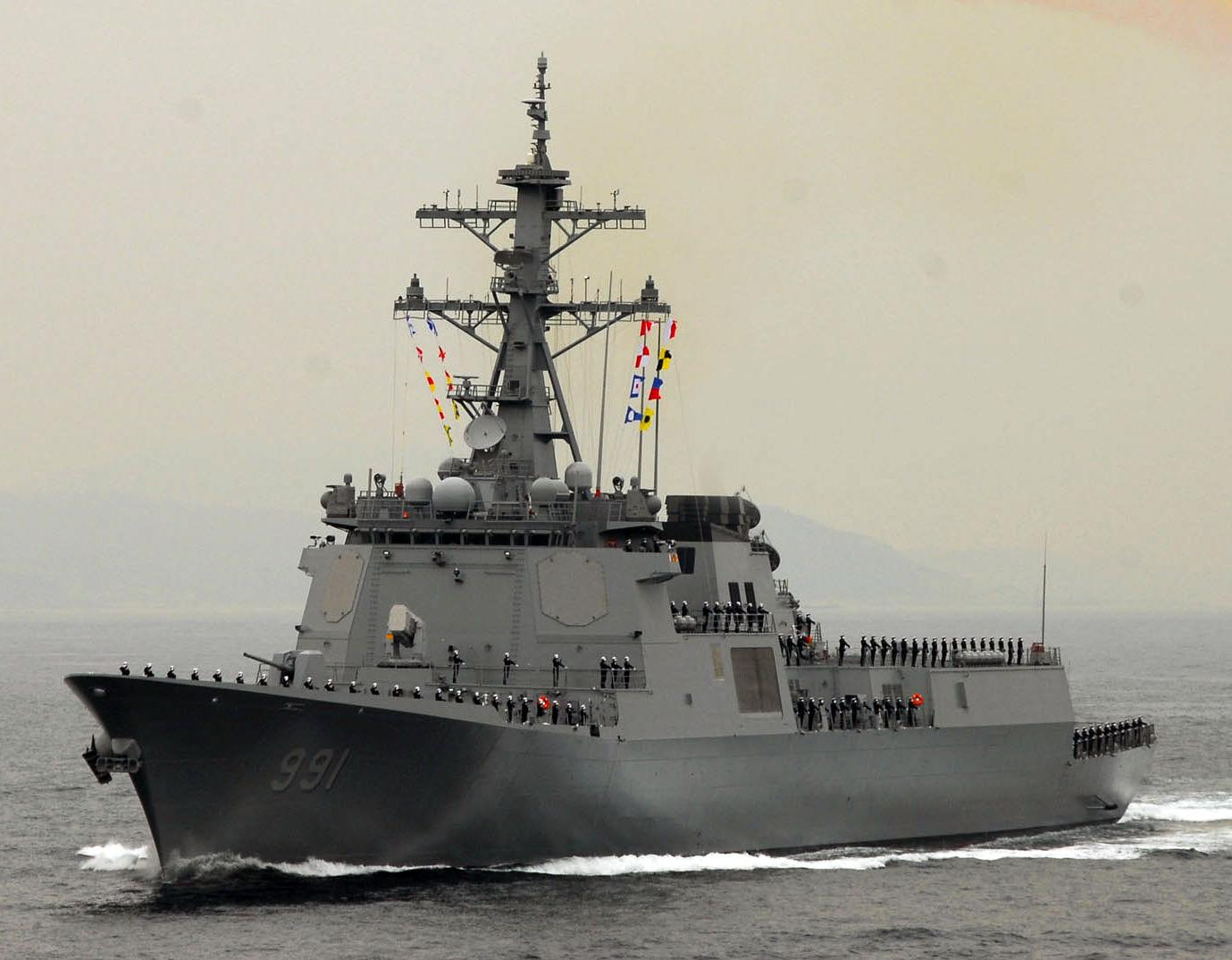
大韓民国海軍の世宗大王級
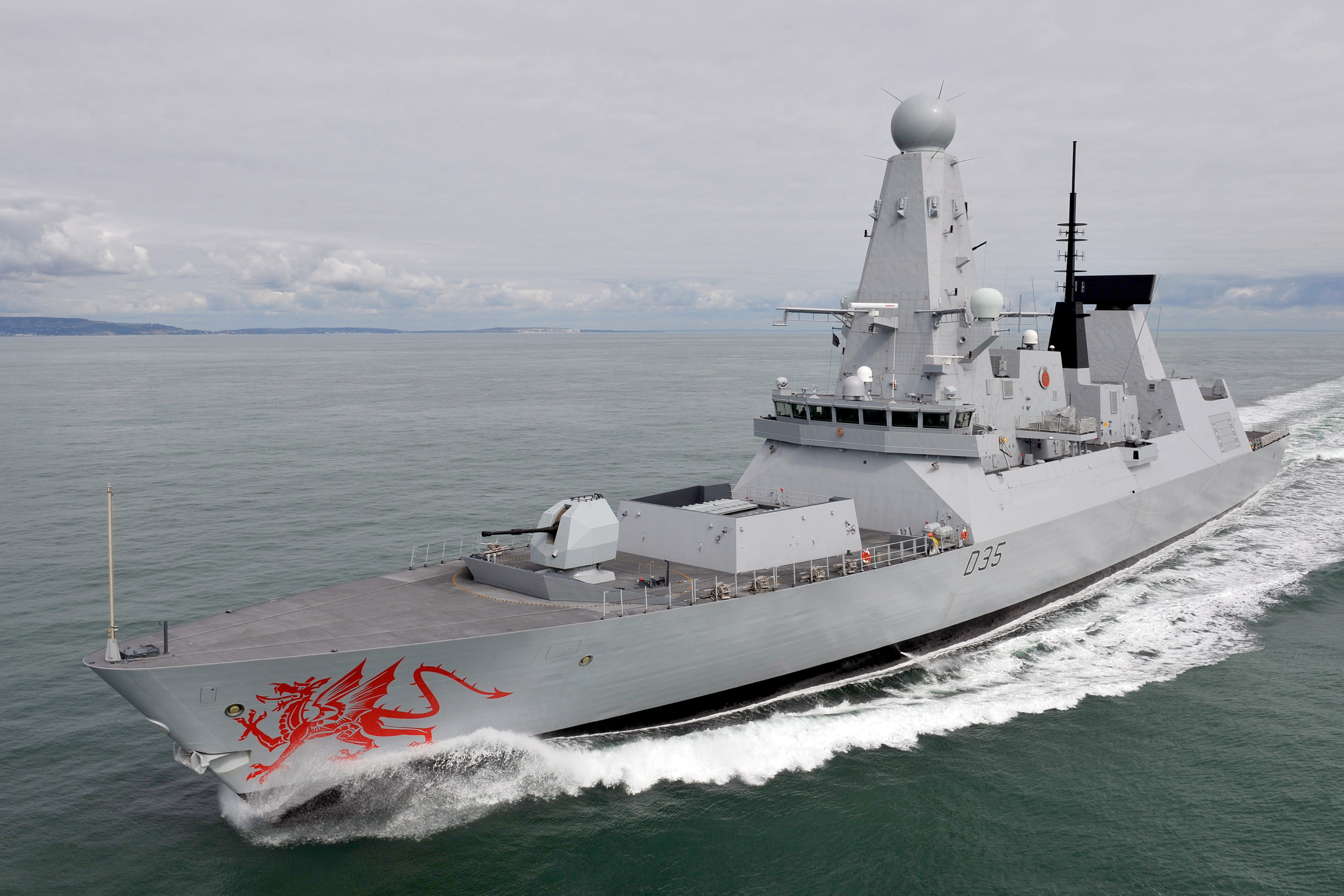
英海軍の45型

### 冷戦後 (2000年代以降)
冷戦後のアメリカ駆逐艦は、マルチハザード化およびグローバル化に伴う任務の多様化への対応を迫られた。これに対して、まず1994年度計画より、アーレイ・バーク級に艦載ヘリコプターの格納庫を追加するなどして汎用性を向上させたフライトIIAの建造を開始するとともに、完全新規設計のズムウォルト級の計画が進められた。同級は満載排水量15,000トンまで大型化し、徹底的なステルス艦化や波浪貫通型タンブルホーム船体、新型の155mm砲など新機軸をふんだんに盛り込んだ一方で、冷戦終結直後の国際情勢に過剰適応した結果、駆逐艦の伝統的な任務であった海上戦力撃破よりも対地戦力投射に偏重しており、また新装備にも問題が多発し、建造費用の高騰もあって建造は3隻で終了した。そのかわりにアーレイ・バーク級フライトIIAの建造が再開され、2016年度からは更に発展させたフライトIIIに発展することになったが、重量やスペース、発電能力などの制約からこれ以上の発展は難しい状態となっていき、初期建造艦に加えてタイコンデロガ級をも代替する艦としてDDG(X)の整備が計画されている。
ソビエト連邦の崩壊後の政治的混乱やロシア財政危機を受けて、ロシア駆逐艦の整備はしばらく停滞していたが、2000年代に入ると、まずアドミラル・ゴルシコフ級やアドミラル・グリゴロヴィチ級といったフリゲートの建造が開始された。そして2010年代後半には、新型駆逐艦としてリデル級の計画が発表されたが、これはズムウォルト級をも上回る満載20,000トン級に大型化するとともに核動力化も計画されており、従来の駆逐艦というよりは、キーロフ級やスラヴァ級などの巡洋艦の後継艦と見られている。
一方、従来は旧式のソ連駆逐艦の山寨版に過ぎなかった中国駆逐艦も、中華人民共和国の経済成長に支えられて、1990年代後半より中国人民解放軍海軍の戦力が劇的に拡充されるのにあわせて、急速に発達・更新されていった。しばらくは複数の艦種・艦級を少数ずつ建造していたが、2010年代に入ると、まず052C型、続いて発展型の052D型の大量建造が開始された。そしてまた、052C/D型を更に発展させて満載排水量12,000トンまで大型化させた055型の整備も着手された。

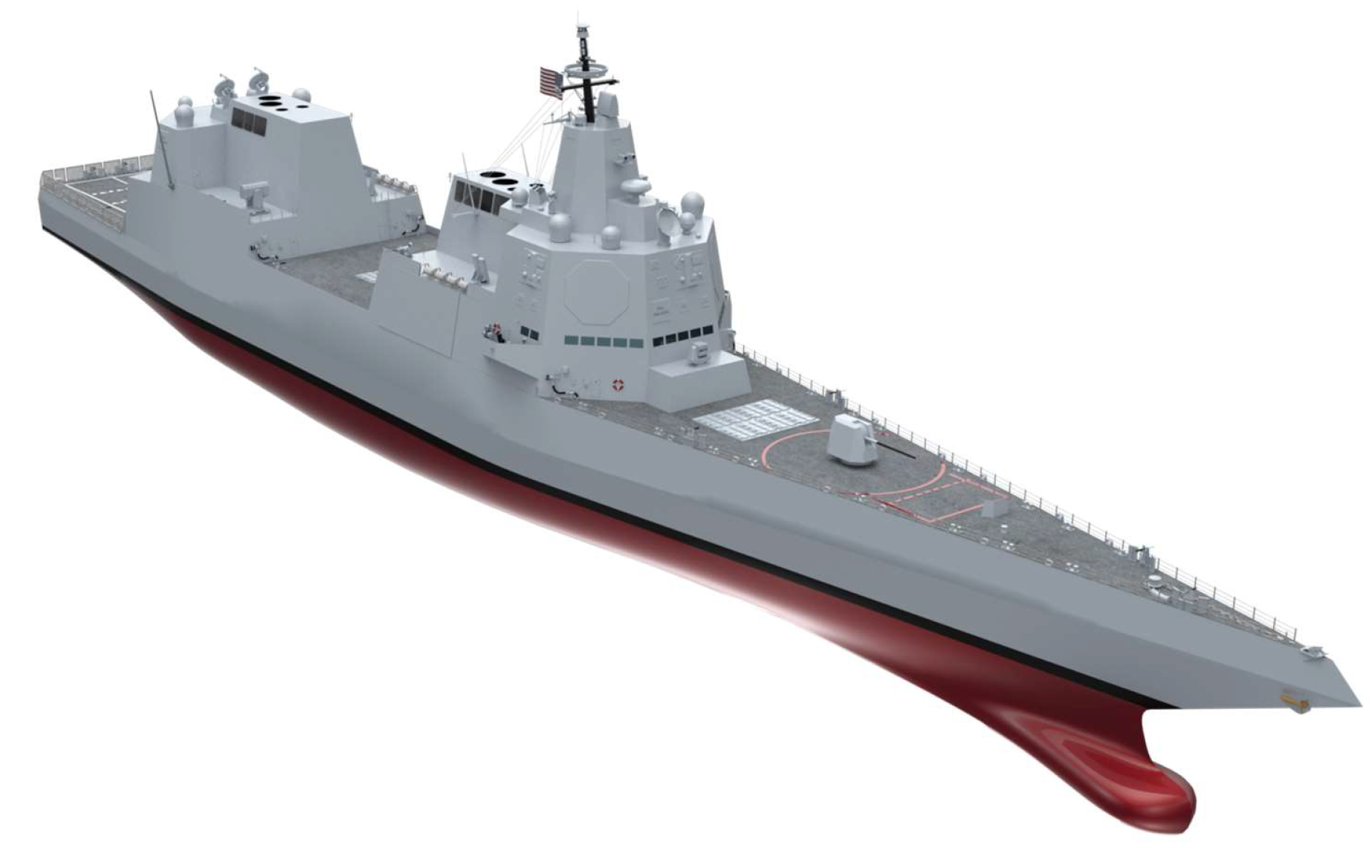
アメリカが計画しているDDG(X)
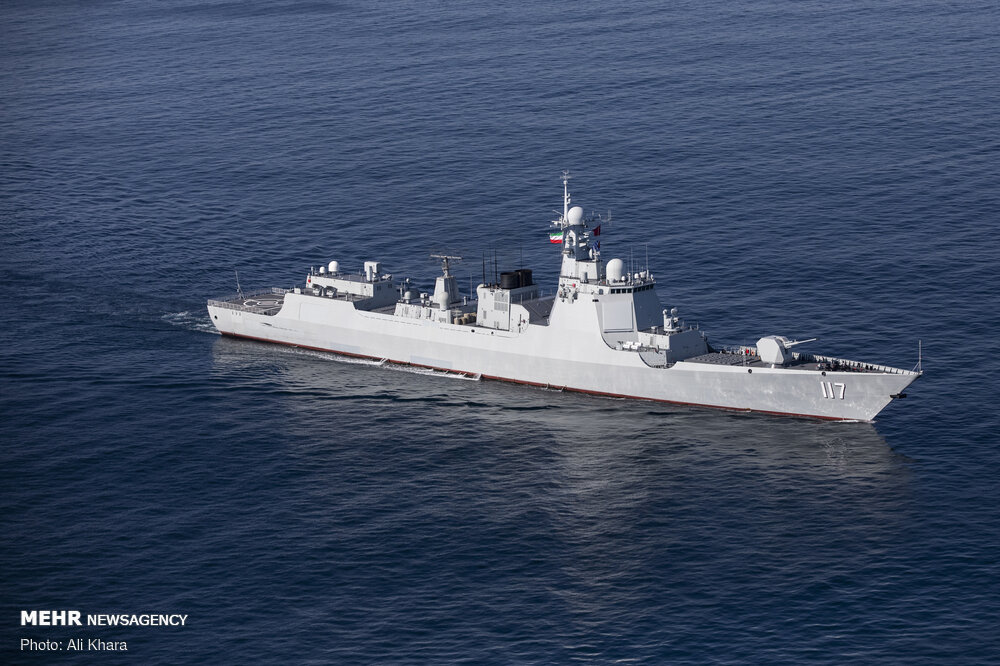
中国海軍の052D型駆逐艦